# 2016 FC59
2016 FC59, também escrito como 2016 FC59, é um objeto transnetuniano que está localizado no cinturão de Kuiper, uma região do Sistema Solar. Ele possui uma magnitude absoluta de 7,6 e tem um diâmetro estimado de 133 km.

## Descoberta
2016 FC59 foi descoberto no dia 28 de março de 2016 pelo DECam.

## Órbita
A órbita de 2016 FC59 tem uma excentricidade de 0,020 e possui um semieixo maior de 41,819 UA. O seu periélio leva o mesmo a uma distância de 40,964 UA em relação ao Sol e seu afélio a 42,673 UA.